# Frente Nacional Chin
El Frente Nacional Chin (The Chin National Front, CNF) fue creado el 20 de marzo de 1988 con el objetivo de asegurar la autodeterminación del pueblo chin y de establecer una federación en Birmania. Pertenece a la Organización de Naciones y Pueblos No Representados desde el 15 de julio de 2001.
La etnia chin está formada por unas 500.000 personas que viven en un área de 36.000 kilómetros cuadrados en el sudeste de Asia, principalmente en el noroeste de Birmania, rindiendo frontera con Bangladés, la India y China de sudoeste a norte, y con Birmania al este. Se trata de un territorio montañoso, rico en fauna y flora (elefantes, tigres, osos, monos, orquídeas), con un clima muy húmedo (entre 2.000 y 3.000 mm en el sur) y temperaturas que oscilan entre los 4 grados de la montaña en época fría y los 21 grados centígrados entre abril y mayo. El pico más alto es el monte Victoria o Nat Ma Taung, de 3.053 m)
Los chins son una raza mongoloide originaria del centro y sur de China compuesta por varias tribus, entre ellas los asho, los cho, los khumi, los laimi, los lushai y los zomi. 

## Historia
En 1947, cuando se redacta la Constitución de la Unión de Birmania y el país obtiene la independencia de los ingleses en 1948, los chin pierden todo derecho a la autodeterminación. Se desata entonces una guerra civil que ofrece esperanzas de conseguir una verdadera federación en 1961, cuando se inicia una prometedora reforma en el país, pero el golpe de Estado del 2 de marzo de 1962 da lugar a un periodo de represión que intenta destruir la cultura chin. La creación del Frente Nacional Chin en 1988, con un nuevo gobierno, es un intento de asegurar las condiciones sociales, políticas y económicas de la nación chin.